# Mord i junglen
|  | Denne artikel er oprettet af botten PalnaBot ud fra en ekstern database. Den kan derfor have sproglige fejl eller mangler. Denne skabelon kan fjernes efter kontrol af indholdet. |

Mord i junglen er en dokumentarfilm fra 2011 instrueret af Michael Christoffersen, Hans la Cour.

## Handling
For to år siden var der et sammenstød mellem politiets antiterrorkorps og en gruppe protesterende indfødte på et olieselskabs landingsbane dybt inde i den peruvianske jungle. En politimand bliver dræbt og politiet arresterer de indfødtes ledere. De tiltales med krav om de hårdeste straffe for mord, terrorisme og vold. En af de anklagede er vores hovedperson: Fachin, jæger og leder. Under normale omstændigheder ville historien ende her, og de indfødte ville rådne op i fængsel. Men denne gang har en ny, selvbevidst generation af indfødte i samarbejde med en dygtig advokat fra Lima og en lokal engelsk præst besluttet at tage handsken op og slå igen. De begynder at indsamle og fremlægge beviser, især videooptagelser fra før, under, og efter sammenstødet.